# Clé à rayons

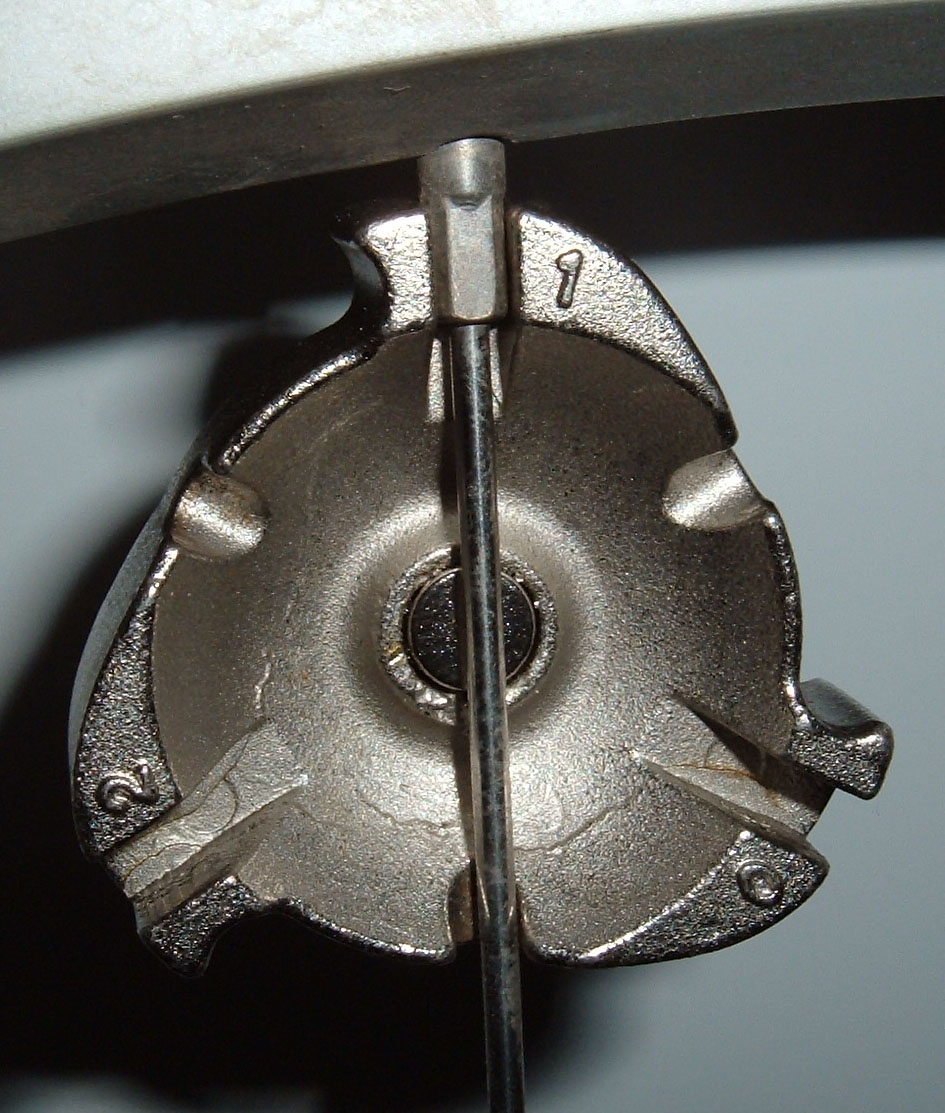
Clé à rayons en place pour serrer un rayon.

Une clé à rayons est un outil utilisé en mécanique des cycles et motocycles pour le réglage des rayons d'une roue. La tête d'un rayon, qui se visse sur l'extrémité d'un rayon, est d'une forme carrée qui peut être saisie à l'aide de la clé. Il existe plusieurs tailles et modèles de clés à rayons.

## Utilisation
La clé à rayon sert au dévoilage d'une roue. Le but est de tendre les rayons de manière uniforme afin que la roue s'approche le plus possible d'un cercle parfait centré sur le moyeu. 
Les rayons partent alternativement vers la droite et la gauche du moyeu. Il est donc possible de déterminer s'il convient de serrer ou de desserrer un rayon particulier en fonction du voilage de la roue. 
On peut aussi se fier au son émis par les rayons. Le son produit est d'autant plus aigu que le rayon tendu. Lorsque les rayons sont tendus de manière uniforme, ils devraient tous émettre le même son.